# طواف إسبانيا 1963
طواف إسبانيا 1963 هو سباق دراجات هوائية أقيم في إسبانيا بتاريخ 1 مايو – 15 مايو، تكون السباق من 15 مرحلة وامتدّ لمسافة 2442 كم بسرعة 37.79 كم/س، استغرق السباق 64 ساعة 46 دقيقة 20 ثانية. فاز به الفرنسي جاك أنكيتيل.

## الترتيب
| م                     | الدرّاج      | البلد | الزمن                     |
| --------------------- | ----------- | ----- | ------------------------- |
| الفائز بالترتيب العام | جاك أنكيتيل | فرنسا | 64 ساعة 46 دقيقة 20 ثانية |